# Авуљионе (Торино)
Авуљионе је насеље у Италији у округу Торино, региону Пијемонт.
Према процени из 2011. у насељу је живело 109 становника. Насеље се налази на надморској висини од 408 м.